# Nechilo
Nechilo là một chi bướm đêm thuộc họ Crambidae.